# Salsódromo

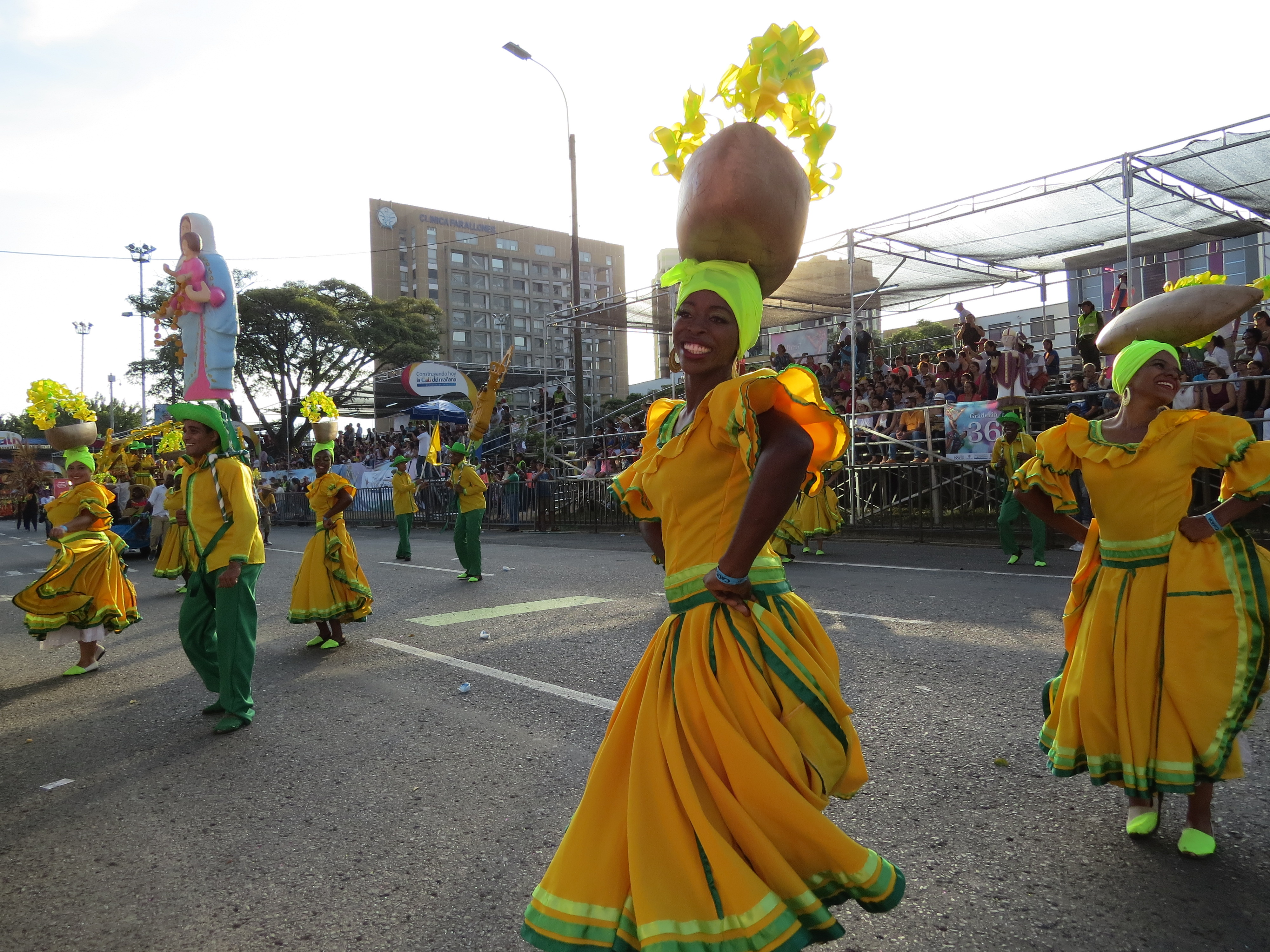
Eine Vorführung im Salsódromo mit Kostümen des „Carnival de Cali Viejo“, 28. Dezember 2015

Mit dem Salsódromo der Stadt Cali im Departamento Valle del Cauca, Kolumbien, findet alljährlich die Auftaktveranstaltung der Feria de Cali statt, einem Stadt- und Volksfest mit Karnevalcharakter, welches vom 25. bis zum 30. Dezember dauert. Wie beim Sambadromo von Rio de Janeiro werden beidseitig der Straße Tribünen für die Zuschauer errichtet. Traditionell wird hier der Salsa caleña als Kulturgut der Stadt Cali dargeboten. 
Auf einer Strecke von einem Kilometer, auf der zentralen Nord-Süd-Verbindung Autopista Suroriental, zwischen Carrera 62 und 40 im Stadtzentrum, tanzen die Mitglieder der städtischen Salsa-Schulen und deren Gäste durch die Straßen. Dabei präsentieren die Künstler ihre Talente. Die Vorführung gilt als eine der größten Kulturveranstaltungen Kolumbiens, hat große Tradition bei den caleños, wie sich die Einwohner Calis nennen und gilt als globale Institution. Im Jahr 2019 findet die Feria de Cali zum 62. Mal statt.
Von den Tribünen aus betrachtet die Öffentlichkeit diese weltweit größte Salsa-Parade mit ungefähr 1500 Teilnehmern. Viele Touristen kommen aus aller Welt um das Defilee im Salsódromo zu beobachten. Die Veranstaltung selbst dauert fünf Stunden und benötigt sechs Monate zur Vorbereitung. Am Ende der Parade werden die Tribünen zeitnah wieder entfernt, da die Autopista Suroriental eine der wichtigsten Durchgangsstraßen von Cali ist.